# Stockton (Nova Jersey)
Stockton és una població dels Estats Units a l'estat de Nova Jersey. Segons el cens del 2006 tenia 555 habitants.

## Demografia
Segons el cens del 2000, Stockton tenia 560 habitants, 246 habitatges, i 148 famílies. La densitat de població era de 393,1 habitants/km².
Dels 246 habitatges en un 28,5% hi vivien nens de menys de 18 anys, en un 50,4% hi vivien parelles casades, en un 6,5% dones solteres, i en un 39,8% no eren unitats familiars. En el 30,5% dels habitatges hi vivien persones soles l'11% de les quals corresponia a persones de 65 anys o més que vivien soles. El nombre mitjà de persones vivint en cada habitatge era de 2,28 i el nombre mitjà de persones que vivien en cada família era de 2,94.
Per edats la població es repartia de la següent manera: un 21,3% tenia menys de 18 anys, un 4,3% entre 18 i 24, un 34,5% entre 25 i 44, un 25,2% de 45 a 60 i un 14,8% 65 anys o més.
L'edat mediana era de 41 anys. Per cada 100 dones de 18 o més anys hi havia 85,3 homes.
La renda mediana per habitatge era de 51.406 $ i la renda mediana per família de 65.000 $. Els homes tenien una renda mediana de 42.083 $ mentre que les dones 36.250 $. La renda per capita de la població era de 25.712 $. Aproximadament l'1,3% de les famílies i el 2% de la població estaven per davall del llindar de pobresa.

## Poblacions més properes
El següent diagrama mostra les poblacions més properes.